# Valérie Karsenti
Pour les articles homonymes, voir Karsenti.
Valérie Karsenti, née le 26 août 1968 à Pantin, est une actrice française.
Dès 2009, elle est principalement connue pour son rôle de Liliane dans la série télévisée de M6, Scènes de ménages où elle forme un duo avec Frédéric Bouraly. La même année, elle est choisie pour interpréter un des rôles principaux de Maison close, la série de Canal+.
Elle est également à l'affiche de comédies populaires telles que Modern Love (2008), À toute épreuve (2014) et Ma famille t'adore déjà ! (2016), ainsi que L'École buissonnière (2017).
Active dans le doublage, elle est notamment la voix française de Juliette dans le film d'animation Le Cygne et la Princesse (1994), mais aussi de Mulan (pour les dialogues, tandis que les chants sont assurés par Marie Galey) dans Mulan (1998) et Mulan 2 (2005).

## Biographie

### Études
Elle s'intéresse au théâtre dès sa jeunesse, qu'elle passe à Frazé, dans le Perche. Dès l'âge de quinze ans, elle suit un stage au cours Florent puis prend des cours avec Yves Le Moign' avant d'intégrer l'École nationale supérieure des arts et techniques du théâtre (ENSATT). Elle y est encore étudiante lorsque Jean-Louis Thamin l'engage pour jouer L'Étourdi avec Roland Blanche et Jean-Pierre Lorit.
À sa sortie de l'ENSATT, en 1988, la télévision lui offre des rôles importants dans des téléfilms comme Sniper ou encore Édouard et ses filles. Dans La Tête en l'air, un feuilleton en 30 épisodes diffusé en 1993, elle incarne une adolescente passionnée d'aviation qui veut devenir pilote de ligne.
À partir de 1990, sa carrière se déroule essentiellement au théâtre. On peut citer entre autres Camus, Sartre et les autres avec Stéphane Hillel, Colombe de Jean Anouilh (rôle-titre) avec Geneviève Page et Jean-Paul Roussillon, Accalmies passagères, Molière du meilleur spectacle comique en 1997 pour lequel elle est nommée aux Molières. Ce spectacle marque sa rencontre avec José Paul et Marc Fayet avec qui elle joue ensuite Un fil à la patte puis Un petit jeu sans conséquence, cinq Molières dont celui du meilleur spectacle privé en 2003 pour lequel elle obtient le Molière de la révélation théâtrale.
C'est à cette époque qu'elle se met à tourner à nouveau pour la télévision, sous la direction notamment de Nina Companeez, Élisabeth Rappeneau, Gilles Bannier, Jean-Marc Brondol et de Laurent Heynemann et pour le cinéma, avec Bertrand Blier, Lisa Azuelos, Éric Toledano et Olivier Nakache.
Elle ne délaisse pas le théâtre pour autant et joue Comme en 14, mise en scène de Yves Pignot, trois Molières dont celui du meilleur spectacle public en 2004, Le Prince travesti mise en scène de Nicolas Briançon, Le roi se meurt avec Michel Bouquet, deux Molières dont celui du meilleur spectacle privé en 2005, Adultères avec Pascale Arbillot mise en scène de Benoît Lavigne.
Depuis 2009, elle joue le rôle de Liliane dans la série télévisée Scènes de ménages, diffusée sur la chaîne française M6. Exclusivement dans cette série, pour son personnage, elle prend une voix aiguë, très différente de sa voix normale. La même année, elle est choisie par Mabrouk El Mechri pour interpréter un des rôles principaux de Maison close, la série de Canal+.
En 2010, elle travaille à nouveau avec Benoît Lavigne pour Grand Écart avec Thierry Lhermitte et son compagnon François Feroleto, au théâtre de la Madeleine.
En décembre 2014, elle retrouve sur les planches la comédienne Pascale Arbillot, avec qui elle avait déjà joué deux pièces (Le Prince travesti de Marivaux et Adultères de Woody Allen), pour la pièce Chambre froide de Michele Lowe. Selon Télérama, « l'énergie, la coordination gestuelle, la virtuosité verbale des protagonistes forcent le respect. »
Elle joue à deux reprises, en 2015 et 2016, la femme de Jérôme Commandeur dans les comédies populaires Babysitting 2 de Nicolas Benamou et Philippe Lacheau et Ma famille t'adore déjà ! de Jérôme Commandeur lui-même dans lesquels elle le trompe.
Active dans le doublage, elle est notamment la voix française de Juliette dans le film d'animation Le Cygne et la Princesse (1994), mais aussi de Mulan (pour les dialogues, tandis que les chants sont assurés par Marie Galey) dans Mulan (1998) et Mulan 2 (2005).

### Vie privée
Elle est mère de deux garçons, Léon (2002) et Chaïm (2006), nés de sa relation avec François Feroleto,.

#### Prises de positions politiques
Elle a co-signé la tribune « Madame Le Pen, vous n’aurez pas nos haines » de Juliette Méadel, publiée le 1er mai 2017 dans Libération, appelant à faire barrage à Marine Le Pen lors du 2e tour de la présidentielle de 2017 et à soutenir ainsi Emmanuel Macron,.

## Filmographie

### Cinéma
- 1986 : On a volé Charlie Spencer de Francis Huster
- 2005 : Combien tu m'aimes ? de Bertrand Blier : Pamela
- 2008 : Modern Love de Stéphane Kazandjian : Laure
- 2009 : LOL (Laughing Out Loud) de Lisa Azuelos et Nans Delgado : Laurence
- 2009 : Tellement proches de Olivier Nakache et Éric Toledano : Chantal
- 2009 : Le Hérisson de Mona Achache : la mère de Tibère
- 2012 : Je me suis fait tout petit de Cécilia Rouaud : Claire
- 2014 : À toute épreuve de Antoine Blossier : Christine Mollet
- 2015 : Babysitting 2 de Nicolas Benamou et Philippe Lacheau : Mme Massieye
- 2016 : Ma famille t'adore déjà ! de Jérôme Commandeur et Alan Corno : Corinne
- 2017 : L'École buissonnière de Nicolas Vanier : Célestine
- 2018 : Le Poulain de Mathieu Sapin : Catherine Beressi
- 2022 : Champagne ! de Nicolas Vanier : Céline
- 2022 : L'Homme parfait de Xavier Durringer : Florence
- 2023 : Les Blagues de Toto 2 : Classe verte de Pascal Bourdiaux : la maire
- 2025 : Adieu Jean-Pat de Cécilia Rouaud : Régine Galibert

### Télévision
- 1989 : Les Nuits révolutionnaires, mini-série de Charles Brabant
- 1990 : Édouard et ses filles, mini-série de Michel Lang : Anne
- 1990 : Sniper de Klaus Biedermann : Sandrine
- 1993 : La Tête en l'air, série : Ludi Guyot
- 1999 : Eva Mag, série, épisode 19 Jamais sans mon fils : l'ex-femme de Charles
- 2000 : Le Grand Patron, saison 1, épisode 11 : Lisa
- 2004 : Fabien Cosma, saison 2, épisode 4 : Florence Lejeune
- 2004 : Maigret, épisode  Maigret en meublé réalisé par Laurent Heynemann : Isabelle Fresco
- 2005 : Un prof en cuisine de Christiane Lehérissey : Alice
- 2006 : Commissaire Cordier, saison 2, épisode 5 : la juge Florence Fabre
- 2006 : Engrenages, saison 1, épisode 7 : Madeleine Surrier
- 2007 : Voici venir l'orage..., saison 1 : Moussia Gordon
- 2008 : PJ, saison 13, épisodes 7 et 8 : Valérie Lantier
- 2009 : Reporters, saison 2, épisodes 2, 3, 4, 5 et 10
- 2009 - en cours : Scènes de ménages : Liliane, la femme de José
- 2010 - 2013 : Maison close, série : Hortense Gaillac
- 2010 : Quand vient la peur... d' Élisabeth Rappeneau : Simone Cadet
- 2012 : Les Hommes de l'ombre, série, saison 1 : Appoline Vremler, l'ex-femme de Simon
- 2013 : Chérif (saison 1, épisode 5)
- 2014 - 2019 : Marjorie, mini-série : Claire
- 2014 : Résistance, mini-série : Maryka
- 2014 : Jusqu'au dernier, mini-série : Karine Latour
- 2016 : Tuer un homme d'Isabelle Czajka : Christine
- 2018 : La Faute, mini-série réalisée par Nils Tavernier : Lisa Tedesco
- 2019 : Disparition inquiétante d'Arnauld Mercadier : la procureure
- 2020 : Paris-Brest de Philippe Lioret : Irène
- 2020 : La Fugue de Xavier Durringer : Jeanne
- 2021 : Rebecca, mini-série de Didier Le Pêcheur
- 2023 : Lycée Toulouse-Lautrec de Nicolas Cuche et Stéphanie Murat : Lespic
- 2024 : Bénie soit Sixtine de Sophie Reine : Madeleine
- 2025 : Malditos de Jean-Charles Hue : Mathilde
- 2025 : Montmartre de Louis Choquette
- 2025 : L'Or bleu d'Hippolyte Dard
- 2026 : Mitterrand confidentiel d'Antoine Garceau : Danielle Mitterrand

### Clips
- 2018 : Mercy de Madame Monsieur (vidéo avec les paroles)[7]

## Doublage

### Cinéma

#### Films
- Penélope Cruz dans :
  - La Fille de tes rêves (1998) : Macarena Granada
  - Capitaine Corelli (2001) : Pelagia

- Salma Hayek dans :
  - Timecode (2000) : Rose
  - Bandidas (2006) : Sara Sandoval

- 1995 : La Tribu Brady : Noreen (Alanna Ubach)
- 1996 : Trainspotting : Gail (Shirley Henderson)
- 1996 : Petits Mensonges entre frères : Renee Fitzpatrick (Jennifer Aniston)
- 1997 : The Full Monty : Mandy (Emily Woof)
- 1997 : Les Ailes de la colombe : Kate Croy (Helena Bonham Carter)
- 1998 : Celebrity : Nola (Winona Ryder)
- 1999 : Une carte du monde : Theresa Collins (Julianne Moore)
- 2000 : Le Grinch : Betty Lou Chou (Molly Shannon)
- 2001 : Ce que veulent les femmes : Annie (Sarah Paulson)
- 2001 : Les Visiteurs en Amérique : la princesse Rosaline / Julia Malfete (Christina Applegate)
- 2004 : Ariane : Ariane Chavasse (Audrey Hepburn) (2éme doublage)
- 2008 : Medieval Pie : Territoires vierges : Pampinea (Mischa Barton)

#### Films d'animation
- 1994 : Le Cygne et la Princesse : Juliette
- 1997 : Le Cygne et la Princesse 2 : Juliette
- 1998 : Mulan : Mulan
- 1998 : Le Cygne et la Princesse 3 : Juliette
- 2000 : Joseph, le roi des rêves : Asenath
- 2005 : Mulan 2 : Mulan
- 2018 : Ralph 2.0 : Mulan

### Télévision

#### Séries télévisées
- 2025 : Les Quatre Saisons : Kate Burroughs (Tina Fey) (mini-série)

#### Séries d'animation
- 1994-1995 : Aladdin : Jasmine (60 épisodes)
- 1994-1996 : Gargoyles, les anges de la nuit : Angela (28 épisodes) et Hyena (6 épisodes)
- 1997-2001 : Daria : Quinn Morgendorffer (65 épisodes)
- 1999 : Hercule : Jasmine (1 épisode)
- 2004-2007 : Drawn Together : Toot Braunstein (38 épisodes)

### Jeux vidéo
- 1998 : En Quête de Maths avec Aladdin : Jasmine
- 2006 : Kingdom Hearts 2 : Mulan

## Théâtre
- Passagers montage poétique - mise en scène Michel Blain
- Mozart - mise en scène Yves Pignot (de Sacha Guitry, théâtre de Boulogne-Billancourt et tournée)
- Le Boudoir - mise en scène A. De Gremond[Qui ?] (du Marquis de Sade, Festival d'Avignon)
- La strada - mise en scène Jean-Louis Milesi et Yvan Garouel (de Federico Fellini, théâtre du Renard)
- L'Étourdi - mise en scène Jean-Louis Thamin (de Molière, théâtre du Port de la Lune à Bordeaux et au Théâtre de la Commune à Aubervilliers)
- Chantecler - mise en scène Jean-Claude Martin (d'Edmond Rostand, festival d'Avignon)
- Boris - mise en scène Yves Pignot (de Jacques Mondoloni)
- 1994 : Modigliani d'après Dennis McIntyre, mise en scène Yvan Garouel
- 1996 : Camus, Sartre… et « Les Autres » de et mise en scène Jean-François Prévand, théâtre de l'Œuvre
- 1996 : Colombe de Jean Anouilh et mise en scène Michel Fagadau, théâtre des Champs-Élysées
- 1997 : Accalmies passagères de Xavier Daugreilh, mise en scène Alain Sachs, théâtre La Bruyère
- 1999 : Un fil à la patte de Georges Feydeau, mise en scène Alain Sachs, théâtre de la Porte-Saint-Martin
- 2002 : Un petit jeu sans conséquence de Jean Dell, mise en scène Stéphane Hillel, théâtre La Bruyère
- 2003 : ... Comme en 14 ! de Dany Laurent, mise en scène Yves Pignot, Pépinière Opéra, théâtre Montparnasse, théâtre 13
- 2004 : Le Prince travesti de Marivaux, mise en scène Nicolas Briançon, Festival d'Anjou
- 2004, 2005 : Le roi se meurt d'Eugène Ionesco, mise en scène Georges Werler, théâtre Hébertot
- 2006 : Adultères de Woody Allen, mise en scène Benoît Lavigne, théâtre de l'Atelier et en tournée
- 2010 : Le Vol de Kitty Hawk de Georges Dupuis, mise en scène Yves Pignot, théâtre 13
- 2010, 2011 : Grand Écart de Stephen Belber, mise en scène Benoît Lavigne, théâtre de la Madeleine et tournée
- 2014 : Chambre froide[3] de Michele Lowe, mise en scène Sally Micaleff, La Pépinière-Théâtre
- 2015 : Home de David Storey, mise en scène Gérard Desarthe, Théâtre de l'Œuvre
- 2018 : Les Inséparables de Stéphan Archinard et François Prévôt-Leygonie, mise en scène Ladislas Chollat, théâtre Hébertot
- 2020 : Le Système Ribadier de Georges Feydeau, mise en scène Ladislas Chollat, théâtre des Bouffes-Parisiens
- 2023 : La Femme n'existe plus de Céline Fuhrer, mise en scène Jean-Luc Vincent, théâtre du Rond-Point

## Voix-off
- La Petite Bijou de Patrick Modiano (éditions Gallimard)
- Les Coloriés d'Alexandre Jardin (éditions Gallimard)
- La Joueuse de go de Shan Sa (éditions Gallimard)
- Lullaby de Jean-Marie Le Clézio (éditions Gallimard)
- La Flûte enchantée, voix de la conteuse (Didier Jeunesse)
- Casse-Noisette, voix de la conteuse (Didier Jeunesse)

## Distinctions

### Nominations
- 1997 : Molière de la révélation théâtrale pour Accalmies passagères

### Récompenses
- 2003 : Molière de la révélation théâtrale : Révélation féminine pour Un petit jeu sans conséquence
- 2017 : Meilleure interprétation féminine pour L'École buissonnière